# Côngrua
Designa-se côngrua paroquial a tradição cristã paroquial e dever moral e religioso do crente contribuir financeiramente para a honesta e digna sustentação do seu pároco (o mesmo que presbítero). Estando ele todos os dias e todas as horas ao serviço da paróquia, ministrando os sacramentos e o ensino religioso, os paroquianos têm de contribuir para que ele possa servir em disponibilidade total.
Durante o regime da capitania-donatária, cabia aos donatários cumprir essa obrigação.